# 绥化郡
绥化郡，中国南北朝时设置的郡。
北魏置，治所在绥化县（今山西省永济市虞乡镇西北）。辖境相当今永济市等地。北周武帝保定元年（561年）省。